# Majagual
Majagual est une municipalité colombienne située dans le département de Sucre.